# Maru de la Garza
Maru de la Garza (Ciudad de México , 1961),  es una artista visual y fotógrafa. A partir de vídeo, fotografías, instalaciones y objetos crea estados de ánimo y conceptos del mundo y su transparencia.

## Trayectoria
Estudió diseño gráfico en la Escuela Nacional de Artes Plásticas, al titularse ejerció en su despacho de manera independiente.
Fue al conocer a María Bustamante que se interesó en contar las cosas de manera diferente. Su primera obra fue la búsqueda y memoria de un padre ausente a muy temprana edad, en la que de la Garza vistió la ropa de su padre para crear una obra en su memoria de la que surgió la serie Raúl y yo (2003-2004).
A partir de esta serie, De la Garza ha realizado diferentes exposiciones que buscan reencontrar la memoria.

## Temática
Muchos de sus trabajos hablan de la memoria y la búsqueda como Raúl y yo, Mitocondria e Hilvanar, pero también busca investigar sobre quién es como en Episodio femenino.
Investiga sobre la memoria y ahonda en los múltiples vacíos que la conforman. Hilvana sus recuerdos y amplía el entramado con las evocaciones de los demás.
Maru de la Garza (DF, 1961) da cuerpo a estados de ánimo, a conceptos y formas de asir el mundo como la transparencia, la fragilidad, la enfermedad, la ausencia, la suspensión en el espacio, los deseos, la soledad y la ambigüedad.

## Obras
- Raúl y yo (2003-2004),[4] fue su primer proyecto donde buscó traer la memoria de su padre fallecido a corta edad. Para esta serie, De la Garza vistió la ropa de su padre.
- Episodio femenino (2006),[5] es la búsqueda de la identidad de la mujer como madre y la vulnerabilidad del cuerpo femenino con el paso de los años.
- Mitocondria (2007),[2] es un registro generacional entre su abuela, su madre, ella y su hija.
- Hilvanar (2008),[6] los relatos, vivencias, experiencias de diecisiete mujeres y hombres de la tercera edad que viven en la Unidad Nonoalco Tlatelolco, así mismo busca los relatos que le permitan traer la memoria colectiva de Tlatelolco desde 1968 hasta los sismos de 1985.

## Exposiciones

### Exposiciones individuales
- Encuentro de Arte Público PEATONAL (2008)[7]
- Feria de Libro de Artista del Centro de la Imagen (2009)[7]
- Festival FOTO30 de Guatemala (2010).[7]
- Performance 10.02.05, exhibe en el Centro de Estudios Integrales de la Imagen A.C.[5]
- Episodios femeninos, Centro de Estudios Integrales de la Imagen (2006)[5]
- t.e-c (algunos recuerdos quedan en el vació), La Galería LMI, 2008[8]
- Proyección monumental e instalación de postales. PROYECTO COMISIONADO. PEATONAL / Intervenciones e interacciones en el espacio público, Ciudad de México. (2008)[8]
- Episodios Femeninos, Centro Cultural Raíces, (2017)[9]

## Premios
Mención honorífica “Arriba y abajo 010, serie Dualidad” 3a. BIENAL DE ARTES VISUALES / FUNDACIÓN CODET

## Otros
Colaboración para el Libro Sin límites. Arte contemporáneo en la Ciudad de México 2000-2010 (RM + Promotora Cultural Cubo Blanco+CONACULTA). Editores: Inbal Miller y Édgar Hernández, 2016.